# Fordia ophirensis
Fordia ophirensis är en ärtväxtart som beskrevs av Henry Nicholas Ridley. Fordia ophirensis ingår i släktet Fordia och familjen ärtväxter. IUCN kategoriserar arten globalt som sårbar. Inga underarter finns listade i Catalogue of Life.